# Presbytis rubicunda
Presbytis rubicunda (Сурілі бордовий) — вид приматів з роду Presbytis родини мавпові.

## Опис
Як і всі Colobinae, має незвично складний шлунок. Має червонувате або оранжеве хутро, кисті рук і хвіст трохи темніший, а черево трохи світліше ніж тіло. Це маленькі, стрункі примати з відносно довгими задніми ногами і довгим хвостом, який довше тіла. Середня довжина тіла від 45 до 55 см, вага 6,2 кг, самці трохи важчі. Голова з широким обличчям.

## Поширення
Країни проживання: Індонезія (Калімантан); Малайзія (Сабах, Саравак). Він знаходиться в первинних і вторинних рівнинних лісах, не вище 2000 м.

## Стиль життя
P. rubicunda майже повністю деревні, даючи явну перевагу незайманим лісам. Раціон в основному складається з молодих листків, насіння, фруктів. Іноді відвідує сади в пошуках їжі. Ці денні тварини живуть в групах до 13 тварин, які складаються з одного самця, кількох самиць і потомства. Решта самці живуть самотні або утворюють холостяцькі групи. Територія кожної групи відзначена гучними криками, але оселища можуть перекриватися за винятком області основного місця харчування.

## Загрози та охорона
Видів знаходиться під загрозою полювання на м'ясо і традиційної "медицини", а також втрати середовища існування через вирубку лісів. Багато місць проживання втрачається через розширення плантацій олійних пальм. Тим не менш, вид досить гнучкий, і може жити в деяких вторинних місцях існування. Цей вид охороняється на о-ах Саравак і Сабах (Малайзія), і внесений в Додаток II СІТЕС. Він знаходиться в не менш ніж 10 охоронних територіях.